# Apotropina costomaculata
Apotropina costomaculata är en tvåvingeart som först beskrevs av Malloch 1924.  Apotropina costomaculata ingår i släktet Apotropina och familjen fritflugor. Inga underarter finns listade i Catalogue of Life.